# El campeón (película de 2024)
El campeón es una película española de comedia y deportes de 2024, dirigida por Carlos Therón y escrita por Joaquín Oristrell y Joan Gual. Es un remake de la película italiana homónima de 2019. Está protagonizada por el cantante Marcel Serrano (alias Swit Eme) y Dani Rovira. Se estrenó en Netflix el 12 de julio de 2024.

## Reparto
- Marcel Serrano (Swit Eme) como Diego González
- Dani Rovira como Alejandro «Álex» Castro
- Pablo Chiapella como Tito González
- Luis Fernández como Juanma
- Cintia García como Ceci
- Carlos Librado "Nene" como Héctor

## Producción
En diciembre de 2022, Netflix, desde la cuenta oficial de Netflix España en X (antes Twitter) anunció por primera vez una nueva película original para la plataforma, la cinta de comedia y deportes El campeón. El rodaje de la película tuvo lugar en Segovia y Madrid bajo la dirección de Carlos Therón, con el cantante Marcel Serrano (alias Swit Eme) y Dani Rovira como protagonistas. La película está también protagonizada por Pablo Chiapella, Carlos Librado, Luis Fernández y Cintia García en papeles secundarios.
La película es un remake de la película italiana homónima de 2019, titulada originalmente Il Campione.

## Lanzamiento y marketing
El 8 de julio de 2024, Netflix España lanzó el tráiler de El campeón y anunció que se estrenaría cuatro días después, el 12 de julio de 2024.

## Recepción

### Audiencia
Durante su primera semana completa en Netflix, El campeón se situó como la película más vista en la plataforma en España.

### Crítica
El campeón ha recibido críticas mixtas por parte de los críticos. Andrés Salas de Cinemanía le dio a la película dos estrellas y media de cinco, criticando la "poca solidez" de la trama y que "suceden cosas inverosímiles, con situaciones más propias de series como Élite que de un drama deportivo", además de criticar su final "anticlimático, algo inacabado, que deja una sensación agridulce", aunque destacó la actuación de Swit Eme diciendo que "se desempeña adecuadamente en su debut actoral" y también añadió que es "muy entretenida y representa bien algunos elementos del fútbol español", concluyendo que la cinta es "una obra que se puede disfrutar, especialmente si eres aficionado de este deporte tan maravilloso". Noé R. Rivas de Mindies escribió que la cinta "entretiene, [pero] carece de la profundidad que el tema podría haber alcanzado" y lamentó que la narrativa "sigue un camino previsible, recurriendo a tropos familiares del género de superación personal sin aportar giros significativos o perspectivas frescas", criticando su tratamiento "superficial" de sus temas, su equilibrio entre drama y comedia escribiendo que "no siempre se logra de manera efectiva, resultando en cambios tonales que pueden sentirse abruptos o fuera de lugar en ciertos momentos" y la dinámica entre los dos protagonistas diciendo que "a veces se siente apresurada o superficial, perdiendo oportunidades de explorar con mayor profundidad los desafíos psicológicos que enfrentan", además de expresar opiniones mixtas sobre los valores de producción y añadir sobre la actuación de Swit Eme que "su interpretación carece por momentos de la profundidad necesaria para hacer que el personaje sea verdaderamente convincente", concluyendo que la película "sirve como un recordatorio del potencial inexplorado que existe en las historias deportivas dentro del cine español, dejando la puerta abierta para futuras producciones que puedan abordar el tema con mayor profundidad y originalidad". Sergio Espí de OK Diario describió su primera media hora como "lo mejor de la película" y elogió el papel de Dani Rovira diciendo que "defiende [su papel algo cliché pero hermoso] con honestidad", pero criticó el guion diciendo que "no termina de llegar a puerto alguno" y señaló su desarrollo de personajes diciendo que "hasta llegar al cambio, parece que se han saltado ciertos pasos", además de describir la labor de Swit Eme como "deficiente", concluyendo que "no se llevará premios y no liderará las listas de lo mejor del año pero se deja ver".Arturo Tena de Cine con Ñ le dio a la película una crítica brutalmente negativa, criticando su guion "insípido [...] no se sale del esquema básico del mentor y el alumno díscolo a redimir, y cuando lo hace es para mal", su construcción narrativa y desarrollo de personajes como "vago[s] y aproximativo[s]" y su final como "flojo [...] es una huida hacia no se sabe muy bien dónde", además de describir los efectos visuales como "precarios", decir de sus valores de producción que "al final, a uno se le queda la sensación de que El campeón está cocinada a medias [...] Una película como esta habría necesitado de un presupuesto mayor que permitiera que el valor de producción remase a favor de lo que se estaba contando" y criticar las actuaciones tanto de Swit Eme como de Dani Rovira, señalando del primero su "nula personalidad" y escribiendo del segundo que "en este mismo registro, está mucho mejor en El bus de la vida", concluyendo que la cinta es "una película para streaming en el peor sentido posible del término: apariencia de mucho para resultado de casi nada".
Las críticas de fuera de España no fueron mucho mejores. Jonathan Wilson de Ready Steady Cut le dio a la película un 2.5 de 5, escribiendo que la película "está más cerca de Good Will Hunting que de Bend It Like Beckham, pero eso sería vender darle demasiado crédito" y elogiando las actuaciones de Rovira y Swit Eme, pero criticando su final escribiendo que "intenta evitar el obvio y cliché final pensando demasiado fuera de la caja, dando lugar a una conclusión floja que carece de resolución y remate emocional" y concluyendo que dicho final "destroza gran parte del trabajo sólido que vino antes" John Serba de Decider también le dio una crítica mixta, sin dar su veredicto normal de 'Stream It' o 'Skit Ip', diciendo que de la cinta "es fácil que te gusten los dos primeros actos" y que "cultiva el suficiente calor y sinceridad para ganarnos durante un rato", además de elogiar la actuación de Rovira y la dirección de Carlos Therón escribiendo que "nos ayudan a que [ciertos] momentos se mantengan realistas y, por tanto, más dramáticamente resultones", pero fue muy crítico con el tercer acto, describiéndolo como "un problema" y señalando que "el guión alinea una serie de conflictos amañados [...] y demasiados clichés de películas deportivas habituales", concluyendo que "dos tercios de El campeón son entretenimiento sólido y razonablemente pensado, y el otro tercio es basura [...] Reproducidla, pero mantened vuestras expectativas modestas".